# Volker Lechtenbrink

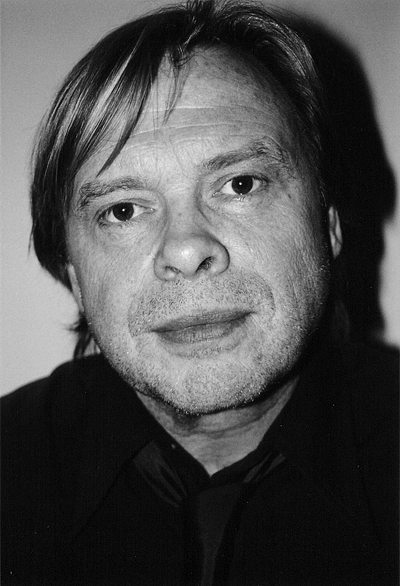
Volker Lechtenbrink (2008)

Volker Lechtenbrink (* 18. August 1944 in Cranz, Ostpreußen; † 22. November 2021 in Hamburg) war ein deutscher Schauspieler, Synchronsprecher, Regisseur, Intendant, Texter sowie Schlagersänger. International wurde er 1959 durch den Antikriegsfilm Die Brücke bekannt.

## Leben und Karriere
Lechtenbrinks Familie stammte aus Bremen. Sein Vater war Angestellter bei der Deutschen Shell und während des Zweiten Weltkriegs nach Cranz in Ostpreußen versetzt worden, wo Volker Lechtenbrink geboren wurde. Lechtenbrink wuchs in Bremen (sieben Jahre lang) und Hamburg auf, wo er die Gelehrtenschule des Johanneums besuchte.
Bereits als Kind agierte er als Hörspielsprecher und übernahm unter anderem 1955 in der Vertonung von Astrid Lindgrens Klassiker Mio, mein Mio  die Hauptrolle. Dann als 14-Jähriger spielte er in dem international beachteten Film Die Brücke (1959, Regie Bernhard Wicki) mit. Von 1962 bis 1963 verkörperte er in der Fernsehserie Alle meine Tiere an der Seite von Gustav Knuth und Tilly Lauenstein in allen neun Folgen deren Sohn Ulli. Nach der Mittleren Reife besuchte er eine Schauspielschule in Hamburg und war danach an verschiedenen Theatern engagiert. Von 1995 bis 1997 war Lechtenbrink Intendant der Bad Hersfelder Festspiele und von August 2004 bis Juli 2006 am Hamburger Ernst-Deutsch-Theater, wo er auch als Regisseur tätig war. Ab November 2006 stand er dort zum ersten Mal gemeinsam mit seiner jüngsten Tochter Sophie in dem Stück Dr. med. Hiob Praetorius von Curt Goetz auf der Bühne.
Zwischenzeitlich trat er vor allem in zahlreichen Fernsehfilmen und -serien auf, unter anderem in Der Kommissar, Der eiserne Gustav, Ein Fall für zwei, Derrick, Die Männer vom K3, Großstadtrevier, Glückliche Reise, Der Alte, Siska, Tatort und SOKO Leipzig. In der ZDF-Fernsehserie M.E.T.R.O. – Ein Team auf Leben und Tod spielte er an der Seite von Ursula Karven und Michael Roll den Chefarzt einer Hamburger Tropenklinik. Auch Verfilmungen der beliebten Rosamunde-Pilcher- und Inga-Lindström-Reihe gehören zu seinem Repertoire als Schauspieler. Als Synchronsprecher lieh Lechtenbrink Kris Kristofferson, Avery Brooks, Dennis Quaid und vielen anderen seine markante Stimme.
1976 nahm er seine erste Langspielplatte als Sänger auf. Der Titelsong Der Macher (Coverversion des Titels The Taker von Kris Kristofferson) wurde zu einem Erfolg. Weitere Lieder folgten, zu denen er meist selbst die Texte schrieb. Auch für andere Künstler, zum Beispiel Peter Maffay, war er als Texter tätig. Ebenso schrieb er den Text für den deutschen Beitrag Rücksicht zum Eurovision Song Contest 1983, mit dem die Brüder Hoffmann & Hoffmann den 5. Platz unter 20 Teilnehmern erreichten. 1979 bekam er beim Saarländischen Rundfunk eine eigene Fernsehshow mit dem Titel Live: Volker Lechtenbrink. Anfang der 1980er Jahre war er als Sänger und Sprecher in einem Werbespot für Malzkaffee („Caro, ich mag dich“) zu hören, für den sein Lied Ich mag umgeschrieben wurde. In der Folge Irgendwann… der Krimiserie Ein Fall für zwei spielte Lechtenbrink 1987 eine Hauptrolle und komponierte auch den gleichnamigen Titel der Folge.
Lechtenbrink stand letztmals im Herbst 2018 für den im Januar 2020 ausgestrahlten ARD-Fernsehfilm Viele Kühe und ein schwarzes Schaf in der Rolle des pensionierten Lehrers Jürgen Ackermann vor der Kamera.

### Privatleben

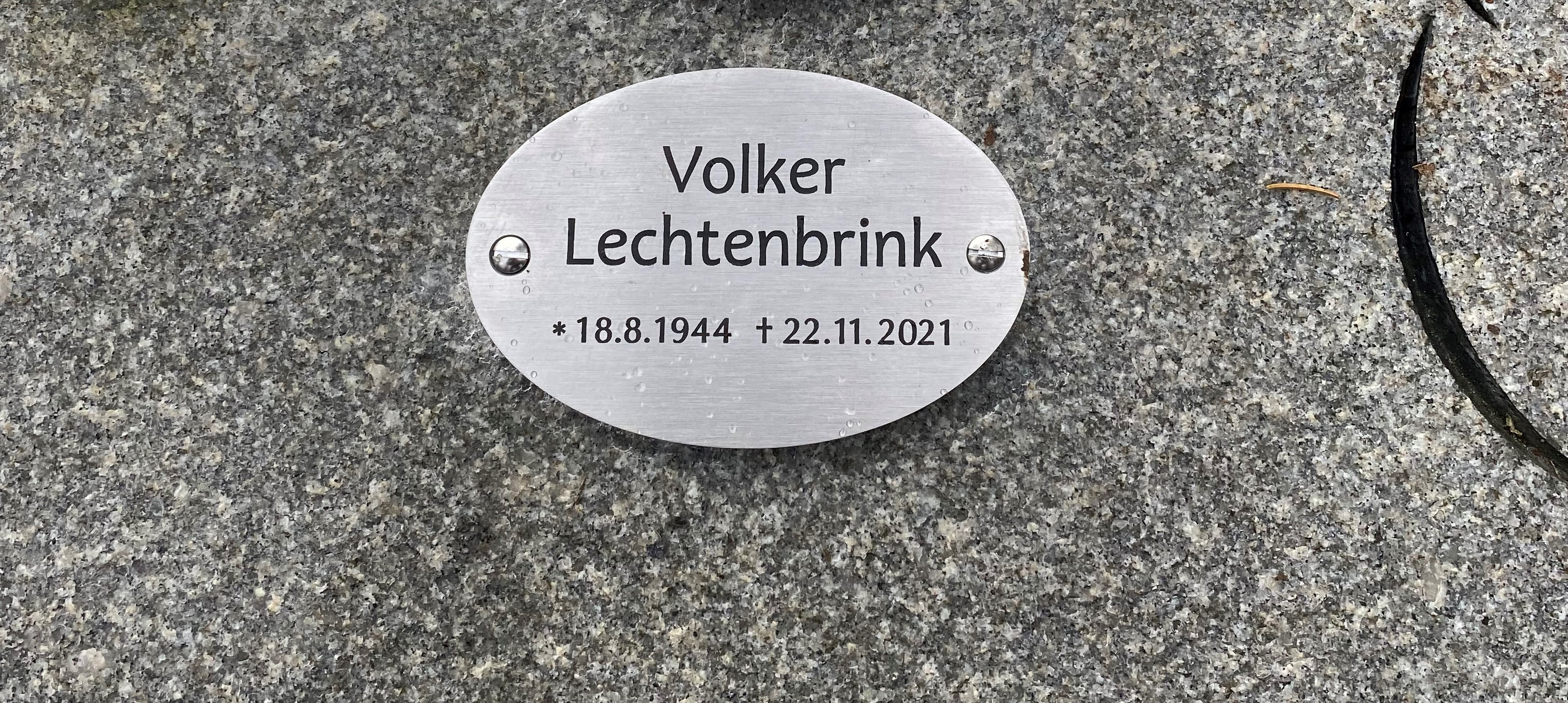
Gedenkplakette für Volker Lechtenbrink im „Ruhewald am Prökelmoor“ auf dem Friedhof Ohlsdorf

Im September 1983 war Volker Lechtenbrink in einen Auffahrunfall mit mehreren Autos auf der A 7 mit Todesfolge verwickelt und wurde wegen fahrlässiger Tötung angeklagt. Im März 1985 wurde er in Göttingen freigesprochen. Lechtenbrink war ab 2015 in fünfter Ehe mit einer Heilpraktikerin verheiratet und wohnte in Hamburg, das er als seine Heimatstadt bezeichnete.
Aus seinen früheren Beziehungen hatte er einen Sohn und zwei Töchter (u. a. die Schauspielerin Sophie Lechtenbrink), eine mit seiner 24 Jahre jüngeren Schauspielkollegin Anja Topf. Des Weiteren war er von 1997 bis 2009 mit der Schauspielerin und Regisseurin Jeannette Arndt verheiratet.
Er starb am 22. November 2021 im Alter von 77 Jahren in Hamburg nach einem längeren Krebsleiden. Seine Urne wurde im „Ruhewald am Prökelmoor“ auf dem Friedhof Hamburg-Ohlsdorf bestattet.

## Auszeichnungen
- 2007 wurde Lechtenbrink für Die Brücke als „Bester Interpret“ mit dem Deutschen Hörbuchpreis ausgezeichnet.
- 2010 erhielt er für seine Darstellung in Frost/Nixon in den Hamburger Kammerspielen den Rolf-Mares-Preis.[17]
- 2011 wurde er zum Ehren-Schleusenwärter in Hamburg gewählt.[18]
- 2014 wurde er mit der Biermann-Ratjen-Medaille der Stadt Hamburg ausgezeichnet.
- Bei einem seiner letzten öffentlichen Auftritte im August 2021 wurde Lechtenbrink der mit 15.000 Euro dotierte Gustaf-Gründgens-Preis verliehen.[19]

## Filmografie (Auswahl)

### Als Schauspieler
- 1958: Sie schreiben mit (Fernsehserie, mehrere Folgen)
- 1959: Die Brücke (Regie Bernhard Wicki)
- 1959: Professor Schnellfisch (Fernsehfilm)
- 1960: Das Paradies
- 1961: Auf der Suche nach Glück
- 1961: Bei Pichler stimmt die Kasse nicht
- 1962: Becket oder Die Ehre Gottes (Fernsehfilm)
- 1962: So war Mama
- 1962–1963: Alle meine Tiere (Fernsehserie, 9 Folgen)
- 1963: Man kann nie wissen
- 1963: Der schlechte Soldat Smith
- 1964: Eines schönen Tages
- 1965: Wahn oder Der Teufel in Boston
- 1966: Mrs. Dally
- 1966: Corinne und der Seebär
- 1967: Bratkartoffeln inbegriffen
- 1967: Pitchi Poi
- 1969–1971: Der Kommissar (Fernsehserie, 2 Folgen)
- 1971: Geschäfte mit Plückhahn
- 1973–1981: Sonderdezernat K1 (Fernsehserie, 4 Folgen)
- 1977: Das höfliche Alptraumkrokodil (Fernsehfilm)
- 1977: Die Dämonen (Fernseh-Vierteiler)
- 1979: Der eiserne Gustav (Fernsehminiserie, 7 Folgen)
- 1983: Geschichten aus der Heimat (Fernsehserie) Folge: Sag „Prost Neujahr“, Liebling
- 1985: Nun singet mal schön …
- 1986: Der Sommer des Samurai
- 1987: Die glückliche Familie (Fernsehserie, mehrere Folgen)
- 1987–2007: Ein Fall für zwei (Fernsehserie, 7 Folgen)
- 1987–1997: Derrick (Fernsehreihe, 6 Folgen)
- 1988: Der Fahnder (Fernsehreihe, Folge Nordend)
- 1988: Die Männer vom K3 (Fernsehreihe, Folge Spiel über zwei Banden)
- 1991–1993: Der Hausgeist (Fernsehserie, 19 Folgen)
- 1992: Der lange Weg des Lukas B. (Fernsehminiserie)
- 1992: Tücken des Alltags (Fernsehserie)
- 1993: Glückliche Reise – Venedig (Fernsehreihe)
- 1994: Ein unvergeßliches Wochenende (Fernsehreihe, Folge In Südfrankreich)
- 1994: Faust (Fernsehreihe, Folge Jagd auf Mephisto)
- 1995: A.S. – Gefahr ist sein Geschäft (Fernsehserie, Folge Die Jacke)
- 1996: Peter Strohm (Fernsehserie, Folge Privatsache)
- 1996: Die Drei (Fernsehserie, Folge Jetzt oder nie!)
- 1996–1998: Der Alte (Fernsehserie, 4 Folgen)
- 1998: Großstadtrevier (Fernsehserie, 2 Folgen)
- 1998: Im Namen des Gesetzes (Fernsehserie, Folge Tödliches Training)
- 1998: Der Clown (Fernsehserie, Folge Das Duell)
- 1998: Ein Mord für Quandt (Fernsehserie, Folge Der Herzspezialist)
- 1999: Wohin mit den Witwen (Kurzfilm)
- 1999: Tatort: Habgier (Fernsehreihe)
- 1999: Mordkommission (Fernsehreihe, Folge Ritter der Autobahn)
- 1999: Rosamunde Pilcher – Klippen der Liebe (Fernsehreihe)
- 1999: Bella Block: Geflüsterte Morde (Fernsehreihe)
- 1999–2004: Siska (Fernsehserie, 5 Folgen)
- 2000: Dr. Stefan Frank – Der Arzt, dem die Frauen vertrauen (Fernsehserie, S6/F8 Das Wunschkind)
- 2001: SOKO Leipzig (Fernsehserie, Folge Der letzte Blues)
- 2001: Auf Herz und Nieren
- 2001–2008: Küstenwache (Fernsehserie, 2 Folgen)
- 2002: In aller Freundschaft (Fernsehserie, ab Folge 155: 3 Folgen Arztrolle)
- 2006: Rosa Roth – In guten Händen (Fernsehreihe)
- 2006: M.E.T.R.O. – Ein Team auf Leben und Tod (Fernsehserie, 7 Folgen)
- 2006: Die Kinder der Flucht (Fernsehreihe, Folge Breslau brennt!)
- 2007: Afrika, mon amour (Fernsehminiserie)
- 2007: Rosamunde Pilcher – Der Mann meiner Träume
- 2007: Inga Lindström: Sommertage am Lilja-See (Fernsehreihe)
- 2008: Meine wunderbare Familie (Fernsehreihe, 2 Folgen)
- 2009: Inga Lindström: Das Herz meines Vaters
- 2010: Der Kriminalist (Fernsehreihe, Folge Schatten der Vergangenheit)
- 2011: In aller Freundschaft (Fernsehserie, S14/F16 Entlarvt und entzaubert)
- 2011: Als der Weihnachtsmann vom Himmel fiel
- 2012: Inga Lindström: Sommer der Erinnerung (Fernsehreihe)
- 2014: Festes Froh (Kurzfilm)
- 2016: Sibel & Max (Fernsehserie, Folge Alles im Griff)
- 2018: Heldt – Dinner mit Verbrechen (Als Gast)
- 2019: Jerks. (Fernsehserie, Folge Blütezeit)
- 2020: Viele Kühe und ein schwarzes Schaf (Fernsehfilm)

### Als Regisseur
- 1976: Charleys Tante (fürs Fernsehen)
- 1979: Zwei Mann um einen Herd (Fernsehserie), mehrere Folgen
- 1983: Geschichten aus der Heimat (Fernsehreihe), mehrere Folgen

### Als Sprecher
- 1987: Vom Seenotkreuzer zum Straßenkreuzer, der Transport der Theodor Heuss von der Nordsee in das Deutsche Museum München
- 2007–2014: Land im Gezeitenstrom
- 2007: Das zweite Königreich
- 2008: Michael Ballhaus – Eine Reise durch mein Leben
- 2010: Das Sandmännchen – Abenteuer im Traumland
- 2011–2012; 2016: Der kleine Prinz, Animationsserie
- 2011: Das atomare Vermächtnis der Nordmeerflotte, ARD Radiofeature
- 2013: Unsere Mütter, unsere Väter
- 2015: Land zwischen Belt und Bodden: Von den Förden zur Trave
- 2016: Land zwischen Belt und Boden: Die Ostseeküste von Wismar bis Hiddensee
- 2018: Land zwischen Oder und Newa: Von Riga bis St. Petersburg
- 2019: Peter Alexander – der Große!
- 2019: Land zwischen den Meeren: Dänemarks Nordseeküste
- 2019: Als der Norden im Schnee versank
- 2019: Der letzte Faust
- 2020: Land zwischen den Meeren: Von Skagen nach Flensburg
- 2021: Land zwischen den Strömen: Von der Elbe bis zur Ems

## Diskografie

### Alben
- 1976: Der Macher
- 1977: Volker Lechtenbrink Nr. 2
- 1977: Alltagsgeschichten
- 1978: Meine Tür steht immer offen
- 1979: Der Spieler
- 1980: Leben so wie ich es mag
- 1981: Schon möglich
- 1982: Herz & Schnauze
- 1982: Wer spielt mit mir
- 1983: Lebe heute
- 1984: Zurückgelehnt
- 1987: Ich kann gewinnen
- 1989: Herzschlag

### Singles
- 1964: Geh zu dem andern / Bist du heute abend auch allein
- 1964: Legionär (Bist du schon mal durch tiefen Sand gelaufen) / Ein trauriger Sonntag
- 1975: Der Macher / Der Engelszungenteufel
- 1976: Junge, laß die Flasche steh’n / Volker und das Kind
- 1977: Harry Lehmann / Ein Stück Holz
- 1977: Erst drüben die Dame / Wir beide suchen die Sonne
- 1977: Du siehst zu gut aus / Ich bin pleite
- 1977: Hitch-Hike-Baby (Kleine Rasthaus-Lady) / Der Sänger
- 1978: Der Spieler / Die Geschichte vom Indianer Irah Hayes
- 1980: Leben so wie ich es mag / Wir sind zusammen und allein
- 1980: Dame und Clown / Ich kann nicht zurück
- 1980: Ein Indianer kennt keinen Schmerz / Zugbekanntschaft
- 1981: Ich mag / Rufen Sie 883
- 1982: Bei dir müßt’ ich aus Eis sein / Ich liebe dich
- 1982: Ich glaube Oma, du sitzt auf ’ner Wolke / Im Namen des Volkes
- 1983: Der Paul tritt ab / Ich mag Fußball
- 1983: Lebe heute / Ohne Dich
- 1984: Was können wir denn dafür tun? / Schlafe, mein Papa
- 1984: Annonce / Ein paar Jahre mehr
- 1985: Der Stuntman / Liebling, was machst Du für Sachen
- 1987: Irgendwann
- 1987: Ich kann gewinnen / Warum fängst du denn nicht an?
- 1988: Schweige / Vorsicht Zerbrechlich
- 1989: Wenn die Nacht kommt / Ich bin vernarrt
- 1989: Ich drück’ beide Augen zu / Verwirrt

## Hörbücher (Auswahl)
- 2003: Lauras Vermächtnis (von Wolfgang Seehaber), 3 Audio-CDs, ISBN 3-937250-08-5.
- 2005: Die Silberne Brücke (von Hertha Vogel-Voll), 4 Audio-CDs, ISBN 3-9809174-4-4.
- 2006: Perry Rhodan: Sternenozean (Hörspielserie, erschienen bei Lübbe Audio), Rolle: Perry Rhodan
- 2006: Die Brücke (von Manfred Gregor), 5 Audio-CDs + 1 DVD mit dem Film aus dem Jahr 1959, ISBN 3-9523087-3-0.
- 2008: Dreifach (von Ken Follett), 6 Audio-CDs, ISBN 978-3-7857-3381-3.
- 2009: 2012: Das Ende aller Zeiten (von Brian D’Amato), 8 Audio-CDs, ISBN 978-3-7857-3810-8.
- 2010: Gib die Dinge der Jugend mit Grazie auf!, 2 Audio-CDs, ISBN 978-3-455-30684-2.
- 2012: Die Nacht des Zorns (von Fred Vargas), 6 Audio-CDs, ISBN 978-3-7857-4700-1.

## Werk
- Volker Lechtenbrink: Gib die Dinge der Jugend mit Grazie auf!: Mein Leben, Hoffmann und Campe 2010, ISBN 978-3-455-50144-5.